# أحمد راتب النفاخ
أحمد راتب النفاخ (1345- 1412هـ / 1927- 1992م) عالم لغوي سوري، من أعلم أهل زمانه بـ علوم العربية وآدابها والقراءات والتفسير، أوتي بصيرة نافذة في قراءة الشعر القديم. من أبناء دمشق في حي الصالحية. وهو علامة الشام وريحانتها، ومن أعضاء مجمع اللغة العربية بدمشق، والمجمع العلمي الهندي.

أحمد راتب النفاخ في شبابه

## اسمه وأسرته
هو أبو عبد الله، أحمد راتب بن فارس بن مُرسي بن عبد القادر النفَّاخ، علامة الشام، انتهت إليه رياسة علوم العربية وعلوم القرآن في عصره.
ولد بدمشق عام 1346هـ/ 1927م، لأسرة ترجع في أصولها إلى قرية بصر الحرير من حَوْران جنوبيَّ سورية، هاجرت إلى بَعْلَبَكَّ في لبنان ثم وفدت منها على دمشق في أواخر القرن الثاني عشر الهجري. والدُه فارس النفاخ (1899- 1957م) من وجهاء حي الصالحية، وجدُّه مُرسي النفاخ (1872- 1944م) شيخ البَياطرة بدمشق، وينتهي نسبهم إلى الحسين بن علي بن أبي طالب رضي الله عنهما.

## دراسته وتحصيله
بدأ بتلقِّي العلم في كُتَّاب قربَ مسجد الشيخ محيي الدين بن عربي في منطقة الصالحية (حي الشيخ محيي الدين)، وهو في نحو الخامسة من عمره، وتابع تعليمَه في مدرسة (الصاحبة) الأثرية الابتدائية التي أنشأتها ربيعة خاتون الأخت الصغرى للسلطان صلاح الدين الأيوبي سنة 628هـ، ومنها حصل على الشهادة الابتدائية. ثم حصل على شهادة الدراسة الثانوية من مدرسة التجهيز الأولى (جودة الهاشمي)، ومن أبرز معلميه فيها شاعر الشام العالم اللغوي محمد البِزِم الذي أُعجب بطالبه النابه كثيرًا، وشجَّعه على تحصيل علوم العربية وآدابها.
ثم انتسب إلى كلية الآداب في الجامعة السورية (جامعة دمشق الـيوم) أول افتتاحها، وتخرَّج في قسم اللغة العربية فيها عام 1950م، وكان مجلِّيًا في دراسته وفاقَ أقرانه وحظِيَ بتقدير أساتذته. ومن زملاء دفعته البحاثة الأديب صالح الأشتر، والأديب المترجم محمد فريد جحا. ونال شهادة أهلية التعليم الثانوي من المعهد العالي للمعلمين (دبلوم تأهيل تربوي) عام 1951م، ومن زملاء دفعته فيها الأستاذ الفيزيائي أحمد ذو الغنى.
عُيِِّن مدرِّسًا للعربية في المدارس الثانوية بحَوْران وهو في الثالثة والعشرين من عمره، فقضى فيها سنتين. وفي عام 1953م عُيِّن مُعيدًا في كلية الآداب بجامعة دمشق، ثم أُوفِد عام 1955م إلى جامعة القاهرة لإكمال دراساته العليا، فحاز منها شهادة الماجستير بمرتبة الشرف عام 1958م عن رسالته في دراسة حياة الشاعر ابن الدمينة وشعره وعصره وتحقيق ديوانه، بإشراف الدكتور شوقي ضيف. وأنجز بحثًا لرسالة الدكتوراه في القراءات القرآنية مع تحقيق كتاب معاني القراءات لأبي منصور الأزهري، بإشراف شوقي ضيف أيضًا، ولكنه استنكف وامتنع عن مناقشتها، فلم يحصل على الدكتوراه.
وعاد إلى دمشق عام 1962م.

## شيوخه وتلاميذه

### شيوخه:
تتلمذ على شيوخ كبار من جِلَّة أهل العربية، منهم: شاعر الشام العالم اللغوي محمد البزم، والشيخ عبد العزيز الميمني الراجكوتي وله منه إجازتان خطيتان في علم الحديث (كتب له الأولى بدمشق في 17 المحرم 1380هـ، والأُخرى في ميناء كراتشي منصرَفَه من دمشق في منتصف صفر الخير 1380هـ/ 1960م)، والشيخ محمود محمد شاكر.

### أساتذته في كلية الآداب:
شاعر الشام شفيق جبري (عميد الكلية)، وأمجد الطرابلسي، وسعيد الأفغاني، وإبراهيم الكِيلاني، وعادل العوَّا، وعز الدين التنوخي، ومحمد بهجة البَيطار درَّسهم مادتي علوم القرآن وعلوم الحديث، وحكمة هاشم، وجميل صليبا.

### تلاميذه:
أخذ عنه كثيرون في جامعة دمشق من عام 1962 إلى 1979م، ثم في بيته الذي صار ندوةً علمية دائمة يؤمُّها طلاب العلم من كل حدَب. وصار رأسَ مدرسةٍ أصيلة في البحث اللغوي وتحقيق التراث الأدبي، هي امتداد لمدرسة شيخيه عبد العزيز الميمني ومحمود شاكر.
من أشهر طلابه وتلاميذه الذين نبَغُوا ونبُهُوا ومضَوا على سَننه في البحث والتحقيق: الدكتور محمد أحمد الدالي، والدكتور عز الدين البدوي النجار، والدكتور عبد الإله نبهان، والدكتور مسعود بوبو، والشيخ محمد نعيم العرقسوسي، والأستاذ إبراهيم الزيبق، والدكتور محمد حسان الطيان، والدكتور يحيى مير علم، والأستاذ بسام الجابي، والدكتور نبيل أبو عمشة، والأستاذ محسن خرابة البدراني، والدكتور مصطفى الحِدْري، والأستاذ حسن السماحي سويدان، والدكتور عبد الكريم حسين، والدكتور إبراهيم عبد الله، والشيخ عبد القادر الخطيب الحسني.

## في مجمع الخالدين
انتُخب الأستاذ أحمد راتب النفاخ عضوًا عاملًا في مجمع اللغة العربية بدمشق، بتاريخ 2 سبتمبر (أيلول) 1976م خلفًا لشيخه العلامة محمد بهجة البَيطار، وصدر مرسوم تعيينه بتاريخ 30 ديسمبر (كانون الأول) 1976م، وأقيمت حفلة استقباله في المجمع بتاريخ 19 مايو (أيار) 1977م، ألقى فيها الأستاذان: رئيس المجمع الدكتور حسني سَبَح، والأستاذ عبد الهادي هاشم، كلمتين ترحيبيتين به، وألقى الأستاذ النفاخ كلمة شكر وتعريف بسَلَفه العلامة الشيخ البَيطار.
وكانت للأستاذ النفاخ مشاركةٌ بارزة في أعمال المجمع، وبذل جهدًا كبيرًا في لجانه، ولا سيَّما في أعمال (لجنة اللغة العربية والأصول) و(لجنة المجلة ومطبوعات المجمع) و(لجنة مخطوطات دار الكتب الظاهرية) و(لجنة المخطوطات وإحياء التراث). وسُمِّي في عام 1979م رئيس المقرِّرين بالمجمع.
نشر الأستاذ النفاخ في مجلة المجمع 16 مقالًا فيما بين عام 1957 و1985م، اتجه في معظمها إلى نقد تحقيق طائفة من كتب التراث؛ كرسالة الغفران للمعري بتحقيق عائشة عبد الرحمن بنت الشاطئ، والمحتسَب لابن جنّي بتحقيق علي النجدي ناصف وعبد الفتاح إسماعيل شلبي، وإعراب القرآن المنسوب للزجَّاج بتحقيق إبراهيم الأبياري.

## صفاته

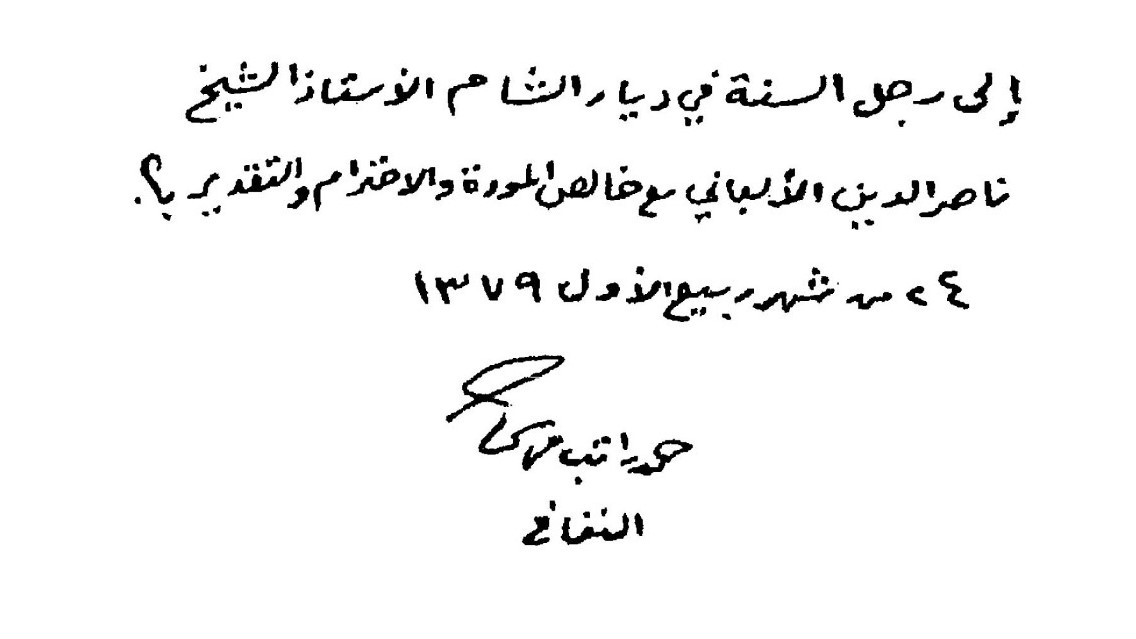
إهداء بخط العلامة النفاخ إلى الشيخ المحدِّث محمد ناصر الدين الألباني

- وصفه تلميذُه الدكتور محمد أحمد الدالي بقوله: «كان الأستاذ النفاخ علامةَ العربية في بلاد الشام، وهو من مَفاخرها ومَحاسنها، وكان جبلًا في العلم لا نظيرَ له في علومه، وكان وحيدَ أوانه ونسيجَ وحدِه، وكان أشهر من نارٍ على علَم. وكان حريصًا على نشر العلم، متواضعًا تواضعَ العلماء الأئمَّة، قدوةً لطلابه في علمه وخُلقه وسلوكه. ظهر لنا خلال محاضراته علمٌ غزير، وروايةٌ واسعة، وذِهنٌ وقَّاد، وحافظة واعية.. ورأى غيرُ واحدٍ منَّا أن الأستاذ من أولئك الأئمَّة الأعلام المتقدِّمين في المئة الرابعة أو دونها، تأخَّر به زمانُه فعاشَ بيننا، وعلَّمَنا ما لم يُعلِّمنا أحد.. كان كُنَيْفًا مُلِئ علمًا، وكان إذا سألتَه فجَّرتَ به ثَبَجَ بحرٍ! إليه انتهى علمُ العربية في عصرنا، ونظر بذِهنه نظرَ مُؤثِّلي هذا العلم، وناقشَهم في بعض جوانبه، ورأى في بعضِه غيرَ ما رأوَا.. وكان الأستاذ عالمًا بمقاييس العربية بصيرًا بها، محقِّقا مدقِّقًا، لو رآه الخليلُ لسُرَّ به، وقال له: مرحبًا بزائرٍ لا يُمَلُّ! ولا يزالُ في الناس علمٌ ما بقيَ فيهم مثلُ الأستاذ.»[11]
- وتحدَّث تلميذُه الدكتور محمد حسان الطيان عن إتقانه للعمل العلمي قائلًا: «اشتَهَر الأستاذ النفاخ بإتقان العمل العلمي، والصبر على تجويده، ومحاولة الوصول إلى الكمال في إعداده وترتيبه، والاستقصاء والتقصِّي لكلِّ مسألة علمية، واستقراء ما جاء فيها وعنها وحولها في كلِّ كتب التراث، وصياغة العبارة صياغةً دقيقة محكَمة. وكان يتأنق في عبارته، وينفي عنها كلَّ حشو.»[12]
- وأبان تلميذُه الأستاذ إبراهيم الزيبق عن منهجه في تحقيق التراث: «ومنهج التحقيق عند النفاخ قائم على فهم النص فهمًا سليمًا، بعد إمعان النظر في تدبُّر معانيه. وهذا الفهم لا يتأتَّى إلا بعد تحريره من شوائب السَّقْط والاضطراب والتصحيف والتحريف، وما يقع فيه مؤلفه من أوهام. وهو منهجٌ شامل عِماده بَصَرٌ نافذ في أساليب العربية ومعرفة بدقائقها، ومصابرةٌ على تتبع مسائلها في مظانِّها، وإحاطة تامَّة برجالاتها، ودرايةٌ برواياتها وأسانيدها. وقد عُرف الأستاذ بنَفَسه الطويل في البحث، وإحاطته التامَّة به.»[13]
- وقال عنه تلميذُه الدكتور مسعود بوبو: «كان النفاخ في علمه كالغيث السَّخي، يترقرق من عَلٍ في جداولَ تتوزَّعُها جنَباتُ الأرض. وكانت كتبُه ومخطوطاته كالسَّبيل للشاربين، لا يحجُز كتابًا عن طالبه. وفضلًا عمَّا كان لهذه الكتب من قيمة علمية بذاتها، فقد كانت هوامشها مطرَّزة بالتعليقات والتصحيحات التي كتبها بخطِّه الدقيق الجميل، وكانت أطواؤها مزحومةً بالجُزازات والأوراق التي قُيِّدت فيها تصويباتٌ واستدراكات على قدر كبير من الأهمية، وكانت معروضةً مبذولة لمن يطلبها.»[14]
- وأشاد به الأستاذُ إبراهيم شبُّوح بقوله: «أحمد راتب النفاخ أحدُ معالم دمشقَ بحق، فيه فضلٌ كثير وعلم غزير، وإباء وعزَّة نفس، شديد في أحكامه، بَرٌّ بإخوانه، لا يخشى ما يراه حقًّا، دقيقٌ في علمه، بصيرٌ بالعربية، محيط بآدابها، نافذ لأسرارها، وتعاليقُه على الكتب لا نظيرَ لها.»
- ونوَّه بعلمه الدكتور ناصر الدين الأسد: «كان فيما عرفتُ من أكثر الناس علمًا بتراثنا، ومعرفة بمصادره، ومن أكثر الناس بصرًا بالنصِّ العربي، وتصحيحه وإرجاعه إلى أصله، وإزالة ما طرأ عليه من التصحيف والتحريف في المطبوع والمخطوط، وكان قليلَ الكتابة والتأليف، يَصدُق عليه أن علمه وعقله كانا أوسعَ من كتاباته وتآليفه، وهو بقيةُ طبقةٍ لا نكاد نعرف ممَّن بقي من أفرادها إلا القليل.»[15]
- وذكره الأستاذُ عبد الغني العِطري قائلًا: «استحقَّ النفاخ لقب عالم اللغة الأصيل وحارسها الأمين، وهو القائلُ في حفل تكريمه عضوًا في مجمع اللغة: آليتُ على نفسي أن أعيشَ لها، ولكتابها العربي المُبين. وقد وفَّى الأستاذ بما وعد، فقد نذر نفسه وحياته لدراسة العربية وتدريسها.»[16]

## كتبه
مما نُشر من كتبه:
1. «النصوص الأدبية» (منهاج شهادة الثقافة العامة في كلية الآداب)، مطبعة الجامعة السورية، 1955.
2. «ديوان ابن الدمينة» صنعة أبي العباس ثعلب، ومحمد بن حبيب، (تحقيق)، مكتبة العروبة بالقاهرة، 1959.
3. «مختارات من الشعر الجاهلي» مكتبة دار الفتح بدمشق، 1966. والطبعة الجديدة، دار روضة الكتب بدمشق، 1447هـ/ 2025م.
4. «فهرس شواهد سيبويه» وهو فهرس للشواهد في كتاب سيبويه،[18] دار الإرشاد ودار الأمانة ببيروت، 1970.
5. «كتاب القوافي» لأبي الحسن الأخفش، (تحقيق)، دار الأمانة ببيروت، 1974.
6. «القراءات القرآنية نشأتها ومدارسها» اعتنى به الشيخ عبد القادر الخطيب الحسني، دار عالِم قريش ببيروت، ودار الغوثاني بدمشق، 1447هـ/ 2025م.
7. «مقالات الأستاذ أحمد راتب النفاخ» اشتمل على مقالاته العلمية الرصينة المنشورة في مجلة مجمع اللغة العربية بدمشق، ومجلة الكتَّاب المصرية، ومجلة معهد المخطوطات العربية، ومجلة العرب، قرأه وراجعه محمد طارق مغربية، دار الفاتح بإستانبول، 2025.

ومما لم يُنشر من تحقيقاته:
1. «معاني القراءات» لأبي منصور الأزهري.
2. «معاني القرآن» للأخفش.
3. «معجم لغة أبي العلاء»
4. «الشيرازيات» لأبي علي الفارسي.
5. «العسكريات» لأبي علي الفارسي.
6. «جمال القرَّاء» لعلم الدين لسخاوي.
7. «طبقات القراء» لشمس الدين الذهبي.
8. «رسالة الإدغام الكبير» المنسوبة إلى أبي عَمرو بن العلاء.
9. «الصَّاهِل والشَّاحِج» لأبي العلاء المعري، بالاشتراك مع أستاذه أمجد الطرابلسي.

ومما راجعه من منشورات المجمع:
1. «شرح ما يقع فيه التصحيف والتحريف»، لأبي أحمد العسكري، بتحقيق الدكتور السيد محمد يوسف.
2. «الأُزهية في حروف المعاني» لعلي بن محمد النحوي الهروي، بتحقيق الأستاذ عبد المعين المَلُّوحي.
3. «شرح أرجوزة أبي نُواس» لابن جني، بتحقيق العلامة الأستاذ محمد بهجة الأثري.
4. «الإتباع والإبدال» لأبي الطيب اللغوي، بتحقيق الأستاذ عز الدين التنوخي.
5. «رسالة أسباب حدوث الحروف» لابن سينا، بتحقيق الدكتور يحيى مير علم، والدكتور محمد حسان الطيان.

## شعره
تفتَّقت موهبة النفاخ الشعرية منذ صِباه، وقرضَ الشعر ولا يزال يافعًا في المدرسة الثانوية، ومن ذلك أنه كان يقرأ من الكتاب المقرَّر في المدرسة قصيدةَ الشاعر مِهيار الدَّيلَمِي المشهورة التي يفخَرُ فيها بآبائه من الفُرس ومطلعها:
فحَمِيَ الفتى راتبٌ لقومه العرب وللغته العربية، وأخذ يردُّ على مِهيار بأبياتٍ على وزن قصيدته يخاطبه فيها قائلًا:
وله قصائدُ كثيرة في الزهد والتأمُّل، ولكنه لم يعبأ بنشر شعره، ولم يروِه إلا في مجالسه الخاصَّة، منه شعرٌ بليغ عالي الطبقة، أنشد قصيدةً منه لخواصِّ أصحابه وخُلَّانه، فيها دلالةٌ على فصاحته، وجزالة عبارته، وأصالة انتمائه، قالها في الجَحَّاف بن حُكَيم السُّلَمي الفاتك المشهور، متحدِّثًا عن فتكته ببني تغلب في موقعة البِشْر (منازل تَغْلِب)، في حروب قيس وتغلب، التي قال عقبها الأخطل بيته المشهور:
قال النفاخ:

## وفاته وتأبينه

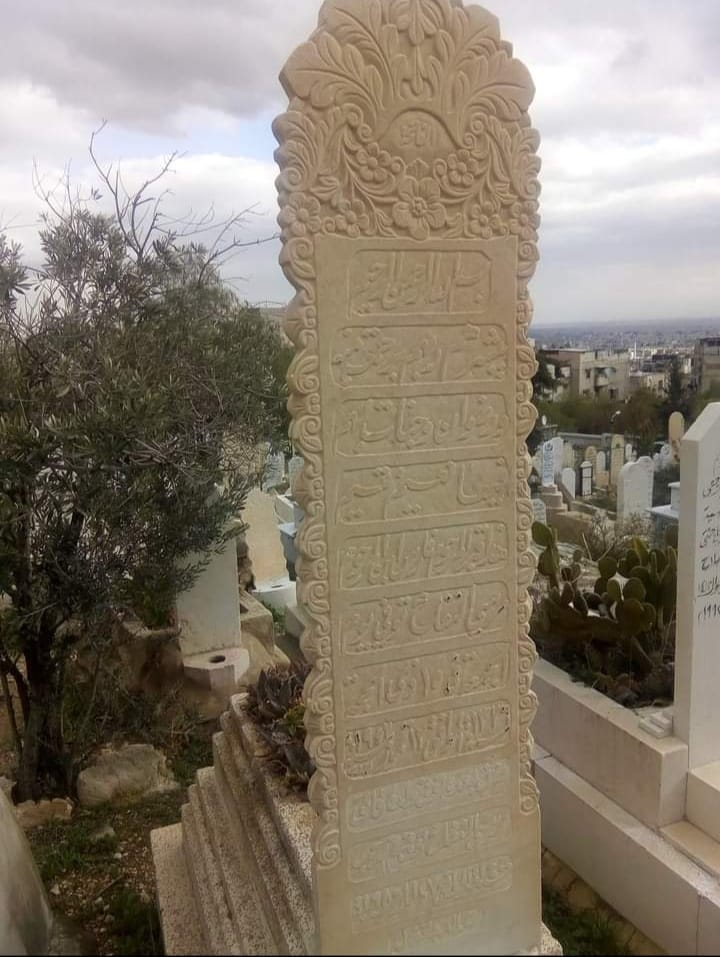
قبر العلامة أحمد راتب النفاخ في مقبرة الروضة بالصالحية

توفي أحمد راتب النفاخ في دمشق، فجر يوم الجمعة 11 شعبان 1412هـ الموافق 14 فبراير (شُباط) 1992م. ودُفن في مقبرة الروضة على سفح جبل قاسيون مجاورًا إمام النحو ابن مالك (ت 672هـ).
وفي مساء يوم الأربعاء 6 شوال 1412 هـ الموافق 8 أبريل (نيسان) 1992 أقيمَ له في قاعة المحاضرات بمكتبة الأسد الوطنية بدمشق حفلُ تأبين، أُلقِيَت فيه الكلماتُ الآتية:
- كلمة مجمع اللغة العربية، ألقاها الأستاذ الدكتور شاكر الفحام رئيس المجمع.
- كلمة الزملاء الجامعيين، ألقاها أستاذه الدكتور عادل العوا.
- كلمة أصدقاء الفقيد، ألقاها الدكتور عبد الكريم الأشتر.
- كلمة طلاب الفقيد، ألقاها الدكتور محمد أحمد الدالي.
- كلمة آل الفقيد، ألقاها الأستاذ نزار النفاخ شقيق الفقيد.

وفي 28 من فبراير (شُباط) 1996م، انتخب مجمع اللغة العربية بدمشق تلميذَه الدكتور مسعود بوبو عضوًا عاملًا، خلَفًا له، وصدر مرسومُ تعيينه في 13 مارس (آذار) 1997م، وأقيمت حفلةُ استقباله في المجمع في 29 من أبريل (نَيْسان) 1997م، وألقى فيها كلمةً تحدَّث فيها عن أستاذه وسَلَفه العلامة النفاخ.

## الملاحظات
1. ↑  كان العلامة النفاخ يوقع باسم (أحمد راتب مرسي النفاخ) فظنَّ بعض الكتَّاب[بحاجة لمصدر] أن مرسي هو والده، وليس بصحيح، فإن والده هو فارس بن مرسي، وكان ينسب نفسه إلى جدِّه مباشرة في توقيعه؛ لشُهرة جدِّه الذي كان شيخَ البَياطرة في دمشق.
2. ↑  وصفه العالم المحقق الدكتور محمود الطناحي: بشيخ الشام، بل شيخ الدنيا.[2]
3. ↑  توهم تلميذُه حسين جمعة:[5] أن العلامة الميمني أجاز النفاخَ الإجازة الأولى في القاهرة، ثم زار دمشق فكتب له إجازة أُخرى! والصواب أن الإجازة الأولى كانت بدمشق في 7 المحرم 1380هـ (11/ 7/ 1960م)، والأُخرى كتبها له بعد مغادرته دمشق، في ميناء كراتشي (كراجي) بباكستان، في منتصف شهر صفر 1380هـ، كما هو مثبت بخطِّه في الإجازتين. وسبب وهمه أن الميمني ذكر في الإجازة الثانية أنه لقي النفاخ في القاهرة ثم بدمشق مرتين، ونصَّ أنه قرأ عليه في رحلته هذه لدمشق التي كانت في أوائل 1380هـ.
4. ↑  ترجع تسميةُ المجمع بـ"مجمع الخالدين"، إلى أن عضو المجمع لا يُفصَل ولا يُعزَل، بل يبقى عضوًا حتى الممات، بحسَب لائحة المجمع.[10]

## وصلات خارجية
- أحمد راتب النفاخ على موقع أرشيف الشارخ.